# جاناتان لاوران
جاناتان لاوران (انگلیسی: Jonathan Loughran؛ زادهٔ ۱۹۶۶ (۵۸–۵۹ سال)) یک هنرپیشه اهل ایالات متحده آمریکا است. وی از سال ۱۹۸۹ میلادی تاکنون مشغول فعالیت بوده‌است.
از فیلم‌ها یا برنامه‌های تلویزیونی که وی در آن نقش داشته است می‌توان به بیل را بکش بخش ۱، اکنون شما را چاک و لری می‌نامم، داستان‌های زمان خواب، ضدگلوله اشاره کرد.